# Protestantische Kirche (Rüssingen)
Die Protestantische Kirche befindet sich in der Ortsgemeinde Rüssingen im Donnersbergkreis in Rheinland-Pfalz. Sie besteht im Kern aus einem romanischen, barock überformten Bau aus dem 11. Jahrhundert. 
Darum gelegen ist der Friedhof mit altem Baumbestand, zwei Kriegerdenkmälern und Grabsteinen aus mehreren Jahrhunderten. 

## Geschichte
Das ursprünglich katholische Gotteshaus war dem Hl. Martin geweiht. Nach der Reformation wurde es den Protestanten übergeben. Ab dem Frieden von Rijswijk bis zum Bau einer eigenen katholischen Kirche 1972 bestand ein Simultaneum. 

## Architektur
Bis auf die um das Jahr 1700 abgerissene und neu aufgebaute Apsis und die um 1770 vergrößerten Fenster hat sich die Kirche weitgehend in den romanischen Formen erhalten. Die drei unteren, mit Eckquadern versehenen Geschosse des Westturmes stammen noch aus romanischer Zeit, das vierte mit Sonnenuhr, samt der Turmhaube wurden ebenfalls im Barock erneuert.
Das unterste Geschoss wurde bei Sicherungsmaßnahmen in den 1970er Jahren außen mit Sandstein verblendet, innen wurden an den Wänden rundbogige Doppelnischen zugemauert; das zweite ist mit Lisenen und zweischichtigen Blendbögen gegliedert, im dritten befinden sich Doppelfenster, mit Mittelsäulen und Würfelkapitellen. Die Schlusssteine der barocken Fenster des Schiffes sind mit „SXA“ gekennzeichnet, was auf die Zugehörigkeit zu dem und die Unterhaltung durch das Andreasstift in Worms hindeutet.
Man betritt die Kirche von Süden her. Der romanische Türsturz (mit Kreuz, um das sich Tauben scharen, umgeben von einem Löwen und einem Drachen und einem Mann mit einem Speer sowie an der linken Seite zusätzlich angebrachten Knotenornamenten) gibt bis heute Rätsel auf. Darüber ist ein Entlastungsbogen mit Widderkopf als Schlussstein. Der ursprüngliche Türsturz wurde 1937 wegen starker Verwitterung ausgebaut und durch eine Kopie ersetzt; das Original befindet sich im Historischen Museum der Pfalz in Speyer. 
Das Innere ist heute ein schlicht gestalteter Raum. Bei der Renovierung in den Jahren 1973–1975 wurde die Nutzungsrichtung von Ost nach West verkehrt. Der Altar wurde damals im Turmuntergeschoss aufgestellt und das Gestühl nach Westen ausgerichtet. Diese Maßnahme wurde bei der letzten Renovierung nach 2010 wieder rückgängig gemacht. Die ursprüngliche, liturgische Nutzung dieses untersten Raumes im Turm ist unbekannt. Ein romanischer Chorbogen trennt die Apsis, in der sich wegen Platzmangel die Orgelempore befindet, vom kurzen Kirchenschiff. Die massiv gemauerte, nördlich gelegene Sakristei erreicht man durch eine spitzbogige Tür, mit noch originalen Beschlägen.

## Ausstattung
Der Altarstein des transportablen katholischen Altares kam nach dem Ende des Simultaneums nach Göllheim und befindet sich heute im Zelebrationsaltar der Göllheimer katholischen Kirche.
Das kunsthistorisch bedeutsame Taufbecken aus der Spätgotik fand nach wechselvoller Geschichte im Kapitelsaal der Kartäuser Kirche (Germanisches Nationalmuseum) in Nürnberg seinen neuen Platz.

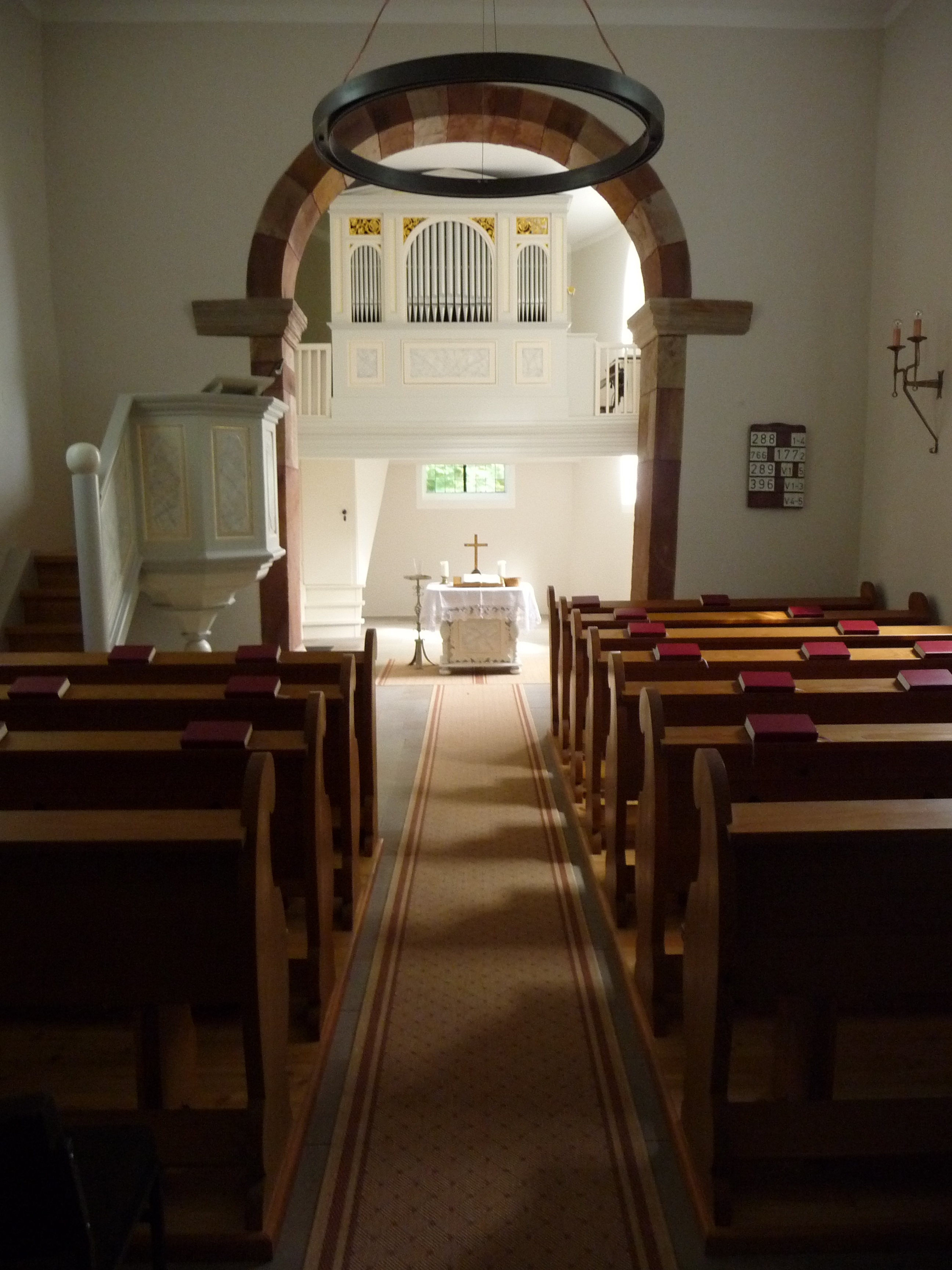
Blick in den Chor
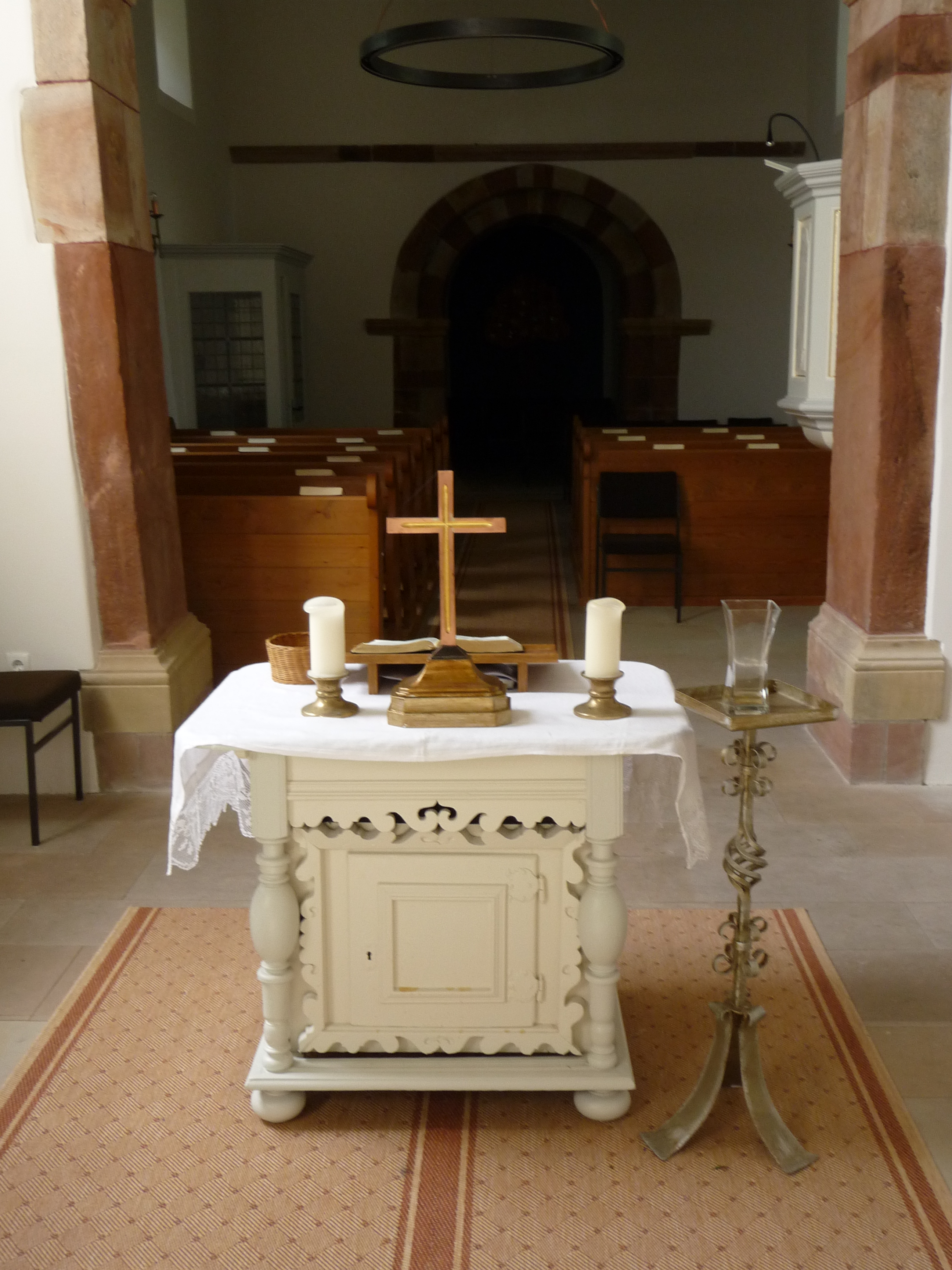
Blick in das Kirchenschiff
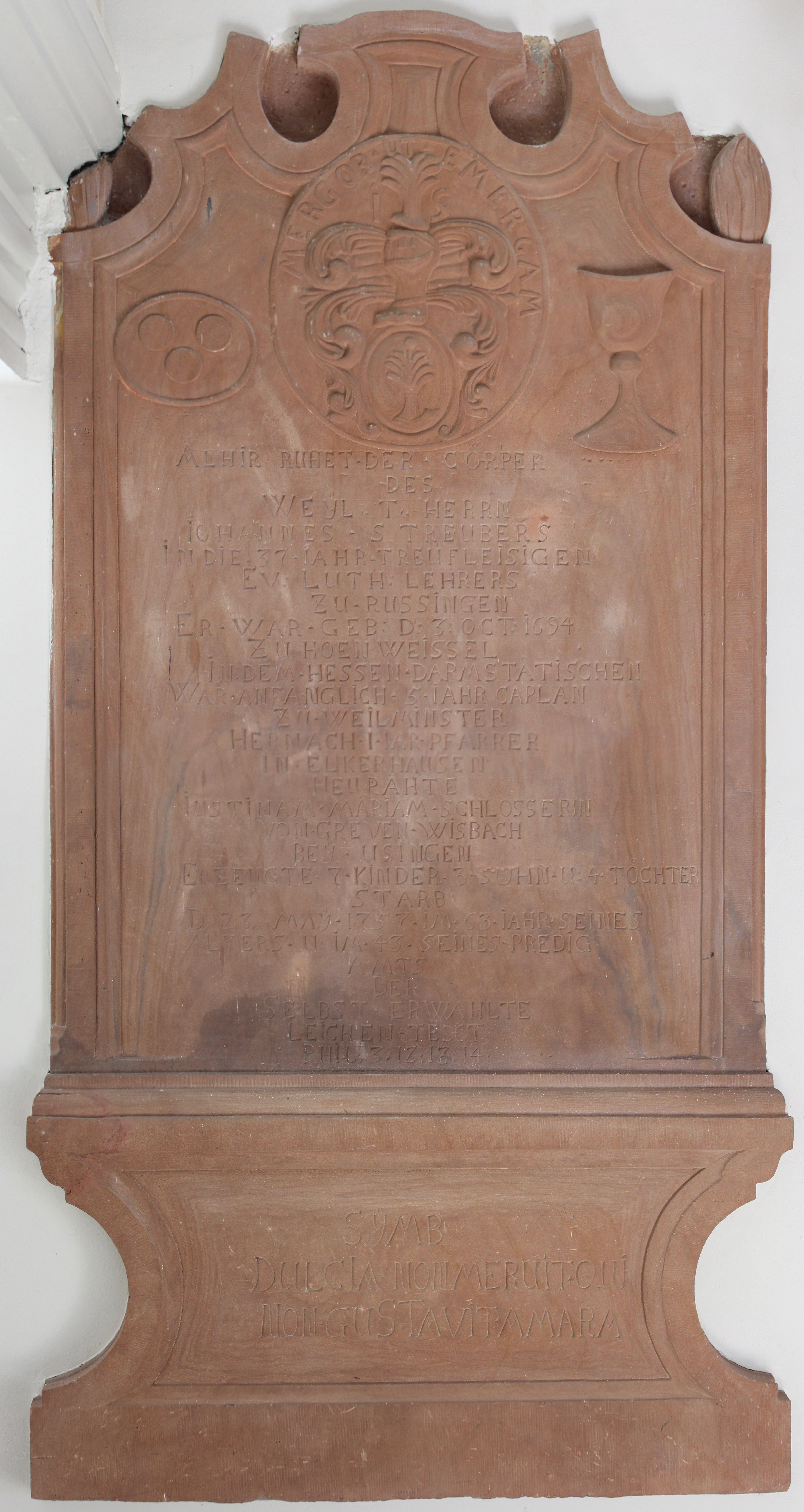
Grabmal des lutherischen Pfarrers Johannes Streubers (1694–1757)
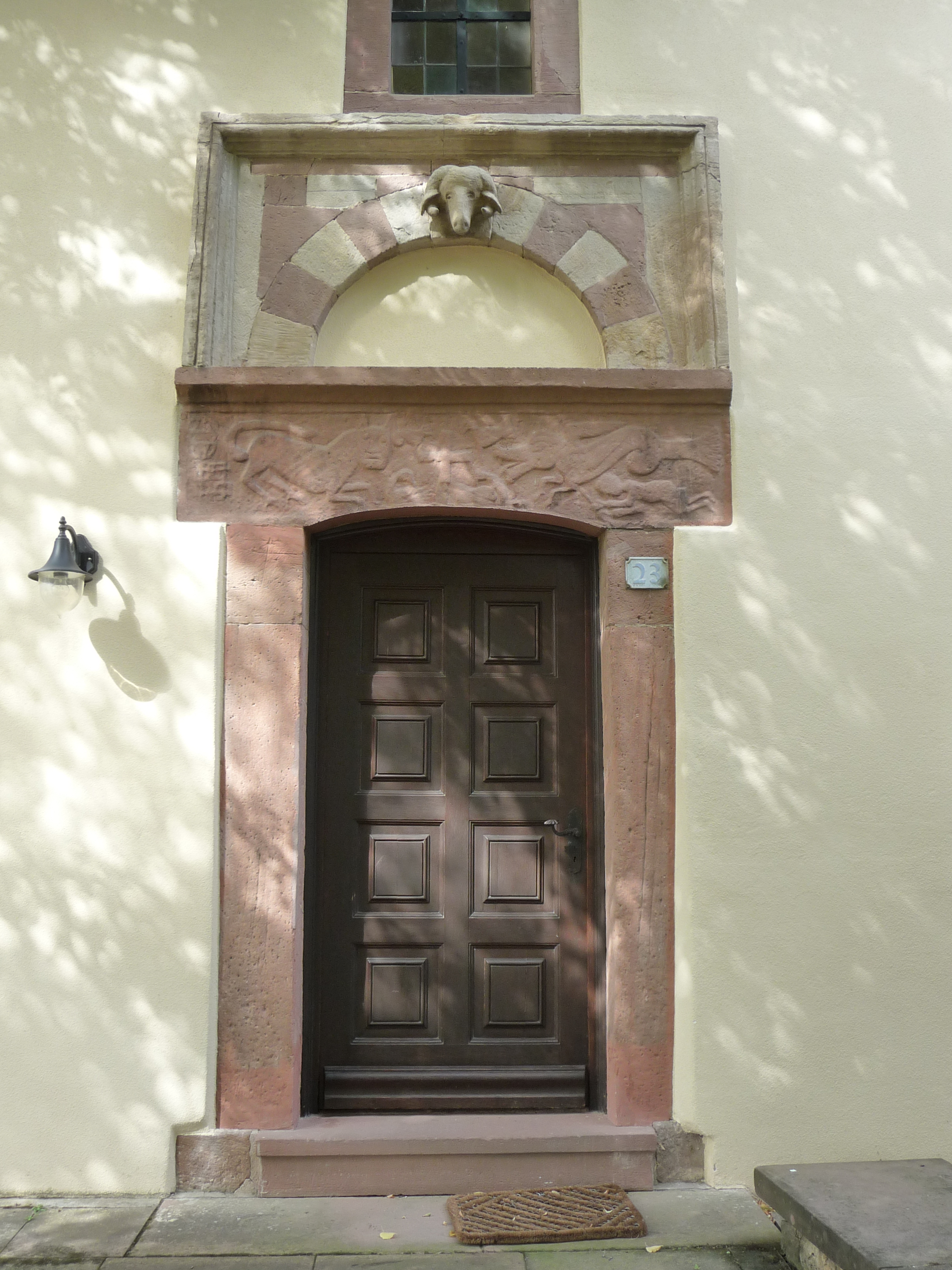
Romanischer Türsturz